# Liste der Naturdenkmale in Neuenstadt am Kocher
| Naturdenkmale | Anzahl |
| ------------- | ------ |
| FND           | 4      |
| END           | 8      |
| Gesamt        | 12     |

Die Liste der Naturdenkmale in Neuenstadt am Kocher nennt die verordneten Naturdenkmale (ND) der im baden-württembergischen Landkreis Heilbronn liegenden Stadt Neuenstadt am Kocher. In Neuenstadt am Kocher gibt es insgesamt zwölf als Naturdenkmal geschützte Objekte, davon vier flächenhafte Naturdenkmale (FND) und acht Einzelgebilde-Naturdenkmale (END).
Stand: 1. November 2016.

## Flächenhafte Naturdenkmale (FND)
| Name                             | Bild | Kennung     | Einzelheiten         | Position | Fläche Hektar | Datum         |
| -------------------------------- | ---- | ----------- | -------------------- | -------- | ------------- | ------------- |
| Feuchtgebiet „Dahenbachaue“      | BW   | 81250690011 | Neuenstadt am Kocher | ⊙        | 1,0           | 18. Juli 1986 |
| Feuchtgebiet „Hauptmannswiesen“  | BW   | 81250690009 | Neuenstadt am Kocher | ⊙        | 0,8           | 18. Juli 1986 |
| Hangwald am Kocher               | BW   | 81250690008 | Neuenstadt am Kocher | ⊙        | 5,0           | 18. Juli 1986 |
| Muschelkalksteinbruch Merzenrain | BW   | 81250690014 | Neuenstadt am Kocher | ⊙        | 0,4           | 18. Juli 1986 |
| Legende für Naturdenkmal         |      |             |                      |          |               |               |

## Einzelgebilde (END)
| Name                              | Bild | Kennung     | Einzelheiten                                                     | Position | Fläche Hektar | Datum         |
| --------------------------------- | ---- | ----------- | ---------------------------------------------------------------- | -------- | ------------- | ------------- |
| 1 Blutbuche                       | BW   | 81250690003 | Neuenstadt am Kocher                                             | ⊙        | 0,0           | 18. Juli 1986 |
| 1 Blutbuche                       | BW   | 81250690004 | Neuenstadt am Kocher                                             | ⊙        | 0,0           | 18. Juli 1986 |
| 1 Eiche, sog. „Schäfereiche“      | BW   | 81250690005 | Neuenstadt am Kocher Nicht mehr in der LUBW-Datenbank vorhanden. | ⊙        | 0,0           | 18. Juli 1986 |
| 1 Eiche, sog. „Schloßgarteneiche“ |      | 81250690010 | Neuenstadt am Kocher Nicht mehr in der LUBW-Datenbank vorhanden. | ???      | 0,0           | 18. Juli 1986 |
| 1 Hainbuche, sog. „Mörikebuche“   |      | 81250690007 | Neuenstadt am Kocher Nicht mehr in der LUBW-Datenbank vorhanden. | ???      | 0,0           | 18. Juli 1986 |
| 1 Linde, sog. „Friedenslinde“     | BW   | 81250690012 | Neuenstadt am Kocher Nicht mehr in der LUBW-Datenbank vorhanden. | ⊙        | 0,0           | 18. Juli 1986 |
| 1 Linde                           |      | 81250690013 | Neuenstadt am Kocher Nicht mehr in der LUBW-Datenbank vorhanden. | ???      | 0,0           | 18. Juli 1986 |
| „24 Neuenstädter Linden“          |      | 81250690001 | Neuenstadt am Kocher                                             | ⊙        | 0,0           | 18. Juli 1986 |
| Legende für Naturdenkmal          |      |             |                                                                  |          |               |               |